# Another Day (Buckshot LeFonque)
Another Day is een nummer van de  Amerikaanse band Buckshot LeFonque. Het is de eerste single van hun tweede studioalbum Music Evolution uit 1997. In juli dat jaar werd het nummer op single uitgebracht.

## Achtergrond
De single had enkel in het Nederlandse taalgebied succes. In Nederland werd de single destijds regelmatig gedraaid op de landelijke radiozenders en een grote hit met een 4e positie in de Nederlandse Top 40 op Radio 538 en de 5e positie in de publieke hitlijst; de Mega Top 100 op Radio 3FM. 
In België bereikte de single een bescheiden 46e positie in de Vlaamse Ultratop 50. In zowel de Vlaamse Radio 2 Top 30 als de Waalse Ultratop 50 werd géén notering behaald.
Sinds de allereerste editie in december 1999 stond de single regelmatig genoteerd in de jaarlijkse NPO Radio 2 Top 2000 van de Nederlandse publieke radiozender NPO Radio 2, met als hoogste notering een 719e positie in 1999. In 2013 stond de single voor het laatst genoteerd in de lijst der lijsten.

## NPO Radio 2 Top 2000
| Nummer met noteringen in de NPO Radio 2 Top 2000 | '99 | '00 | '01  | '02  | '03  | '04  | '05  | '06  | '07  | '08  | '09-'10 | '11  | '12  | '13  |
| ------------------------------------------------ | --- | --- | ---- | ---- | ---- | ---- | ---- | ---- | ---- | ---- | ------- | ---- | ---- | ---- |
| Another Day (Buckshot LeFonque)                  | 719 | 779 | 1740 | 1171 | 1495 | 1637 | 1840 | 1829 | 1948 | 1695 | -       | 1976 | 1935 | 1748 |

1. ↑  Een '-' betekent dat het nummer niet was genoteerd en een vetgedrukt getal geeft de hoogste notering aan.
2. ↑  Deze tabel is bijgewerkt tot en met de laatste editie (2024).